# Орр, Аллен
Х. Аллен Орр (англ. H. Allen Orr; род. 11 июля 1960, Хамптон, Виргиния) — американский эволюционный биолог и генетик, специалист по генетике видообразования и генетике адаптации. Доктор философии, Университетский профессор Рочестерского университета, где занимает именную кафедру (Shirley Cox Kearns Chair) биологии, член Американской академии искусств и наук (2009). Публиковался в Science и Nature. Автор Speciation (2004, в соавт. с Джерри Алленом Койном) {Рец. Джона Эвайса}. Ученик Джерри Аллена Койна.